# ديمتيريوس الثاني (الفاتح)
ديمتيريوس الثاني (غير معروف - 125 ق.م)(باليونانية القديمة: Δημήτριος Β`) وملك الدولة السلوقية وابن ديميتريوس الأول (المخلص) حكم من لفترتين منفصلتين بعد وقوعه في الأسر لدى الفرثيين.

## في المنفى
هرب إلى كريت بعد أن قام الكسندر بالاس باغتصاب العرش السلوقي ومقتل ابيه ديميتريوس الأول (المخلص) وامه واخيه.

## حكمه الأول
عاد ديمتيريوس الثاني للسيطرة على عرش الدولة السلوقية من الكسندر بالاس وبمساعدة من بطليموس السادس ملك مصر والذي قام بتطليق ابنته كليوباترا ثيا من الكسندر وتزويجها لديميتريوس الثاني.
لم يكن ديميتريوس صاحب شعبية في سوريا بعد استعانته بالمصريين والكريتيين ولكن البطالمة والذين كانت لهم سيطرة على جنوب سوريا وأصروا على وضعه على العرش، بعد أن عادت قواتهم إلى مصر حدثت ثورة عليه من الجنرال ديودوتس والذي اراد أن ياخذ العرش لصالح أنطيوخوس السادس ابن الكسندر بالاس مما ادى إلى انقسام المملكة.

## الهزيمة والأسر
في 139 ق.م اُجبر ديمتيريوس الثاني بالتحرك ضد الفرثيين بعد قيامهم بنشاط معاد، في البداية نجح ديميتريوس الثاني في حملته ولكن بعد ذلك هُزم في الجبال الإيرانية وتم اسره وأخذ سجيناً إلى هركانيا على سواحل بحر البلطيق وسيطر الفرثيون على بلاد بابل ولكن ظلت سوريا تحت قبضة الحاكم السلوقي أنطيوخوس السابع الأخ الأصغر لديميتريوس.
حاول ديميتريوس الثاني الهرب مرتين ولكنه فشل، ولكن مثراديتس الأول ملك فرثيا عامل ديميتيريوس بلطف بل وزوجه من ابنته رهودوكن وكان الهدف من ذلك هو جعله حليف لهم وهذا ما حدث عندما عاد للحكم في عهد الملك الفرثي فريتس الثاني ابن مثراديتس الأول.

## حكمه الثاني
لم يعد حكمه بالمجد الذي كان عليه سابقاً قبل اسره، ساندت كليوباترا الثانية ديمتريوس بجيش ليقف معها في الحرب الاهلية ضد اخيها بطليموس الثامن ولكن قواته تفرقت والملك بطليموس الثامن أرسل رجلاً ضد ديمتريوس والذي خسر معركة عند دمشق.